# Барнс, Мэтт
Мэтт Келли Барнс (англ. Matt Kelly Barnes; родился 9 марта 1980, Санта-Клара, штат Калифорния) — американский профессиональный баскетболист, выступавший в Национальной баскетбольной ассоциации. Был выбран во втором раунде под общим 46-м номером на драфте НБА 2002 года командой «Мемфис Гриззлис». В 2017 году в составе «Голден Стэйт Уорриорз» стал чемпионом НБА. Играл на позиции лёгкого форварда.

## Биография
Мэтт Барнс родился в калифорнийском городе Санта-Клара, учился в старшей школе Дель-Кампо в Сакраменто. В выпускном классе, играя за баскетбольную команду школы, набирал в среднем за игру 30 очков, делал 10 подборов, 6 блок-шотов, 5 перехватов и 3 передачи. Также в старшей школе играл в американский футбол на позиции ресивера и даже был включён в символическую сборную лучших футболистов США среди школьников. После окончания школы в 1998 году Барнс поступил в Калифорнийский университет в Лос-Анджелесе, где проучился все четыре года. В последнем сезоне в играх студенческого чемпионата он в среднем набирал 13,5 очков, делал 6,2 подборов и 3,5 передачи.
На драфте НБА 2002 года Барнс был выбран во втором раунде под общим 46-м номером клубом «Мемфис Гриззлис». 26 июня, в день драфта, он был обменян вместе с Ником Андерсоном в «Кливленд Кавальерс» на Уэсли Персона. Барнс готовился к сезону в составе «Кавальерс», но 18 октября 2002 года был отзаявлен из состава. 31 октября он был выбран на драфте Д-Лиги под 106-м номером клубом «Фэйеттвилл Пэтриотс». Перед началом сезона 2003/2004 Барнс подписал контракт к клубом «Сиэтл Суперсоникс», но уже через две недели был отзаявлен. В период с 2004 по 2006 годы Мэтт выступал за четыре разных клуба НБА, «Лос-Анджелес Клипперс», «Сакраменто Кингз», «Филадельфия-76» и «Нью-Йорк Никс». Ни в одной из этим команд ему не удалось закрепиться и в 2006 году Барнс подумывал продолжить спортивную карьеру в качестве футболиста НФЛ.
В октябре 2006 года, незадолго до начала сезона, Барнс подписал контракт с клубом «Голден Стэйт Уорриорз». Ему удалось наконец получить стабильное место в составе, в 23 матчах сезона он играл в стартовой пятёрке вместо форварда Майка Данливи-младшего. В составе «Уорриорз» Барнс проявил себя прекрасным снайпером, за сезон реализовав 106 трёхочковых бросков из 290, а в одном из матчей регулярного сезона он 7 раз попал из-за трёхочковой линии, повторив тем самым клубный рекорд. Сезон 2006/2007 Мэтт закончил с показателем 9,8 очков в среднем за игру. В плей-офф 2007 года он поднял результативность до 11 очков в среднем за игру и помог «Уорриорз», посеянным под восьмым номером, обыграть в первом раунде лучшую команду Западной конференции, «Даллас Маверикс». В августе 2007 года Барнс подписал с «Уорриорз» контракт ещё на один сезон, в течение которого он был одним из трёх капитанов команды вместе со Стивеном Джексоном и Бэроном Дэвисом.
22 июля 2008 года Барнс подписал годичный контракт с клубом «Финикс Санз». За аризонский клуб он сыграл 77 игр, в 40 из них играл в стартовой пятёрке, в среднем набирая 10,2 очков. 23 июля 2009 года Мэтт подписал контракт с «Орландо Мэджик» на два года с возможностью расторжения после первого сезона. Он заменил на позиции лёгкого форварда покинувшего команду в межсезонье Хедо Туркоглу.
Летом 2010 года Барнс принял решение расторгнуть контракт с «Мэджик» и, став свободным агентом, подписал двухлетний контракт с «Лос-Анджелес Лейкерс» на сумму 3,6 млн долларов.

## Статистика

### Статистика в НБА
| Сезон                                                                                    | Команда      | Регулярный сезон | Регулярный сезон | Регулярный сезон | Регулярный сезон | Регулярный сезон | Регулярный сезон | Регулярный сезон | Регулярный сезон | Регулярный сезон | Регулярный сезон | Регулярный сезон | Серия плей-офф | Серия плей-офф | Серия плей-офф | Серия плей-офф | Серия плей-офф | Серия плей-офф | Серия плей-офф | Серия плей-офф | Серия плей-офф | Серия плей-офф | Серия плей-офф |
| Сезон                                                                                    | Команда      | GP               | GS               | MPG              | FG%              | 3P%              | FT%              | RPG              | APG              | SPG              | BPG              | PPG              | GP             | GS             | MPG            | FG%            | 3P%            | FT%            | RPG            | APG            | SPG            | BPG            | PPG            |
| ---------------------------------------------------------------------------------------- | ------------ | ---------------- | ---------------- | ---------------- | ---------------- | ---------------- | ---------------- | ---------------- | ---------------- | ---------------- | ---------------- | ---------------- | -------------- | -------------- | -------------- | -------------- | -------------- | -------------- | -------------- | -------------- | -------------- | -------------- | -------------- |
| 2003/04                                                                                  | Клипперс     | 38               | 9                | 19,0             | 45,7             | 15,4             | 70,5             | 4,0              | 1,3              | 0,7              | 0,1              | 4,5              | Не участвовал  | Не участвовал  | Не участвовал  | Не участвовал  | Не участвовал  | Не участвовал  | Не участвовал  | Не участвовал  | Не участвовал  | Не участвовал  | Не участвовал  |
| 2004/05                                                                                  | Сакраменто   | 43               | 9                | 16,6             | 41,1             | 22,7             | 60,3             | 3,1              | 1,3              | 0,7              | 0,2              | 3,8              | Не участвовал  | Не участвовал  | Не участвовал  | Не участвовал  | Не участвовал  | Не участвовал  | Не участвовал  | Не участвовал  | Не участвовал  | Не участвовал  | Не участвовал  |
| 2005/06                                                                                  | Нью-Йорк     | 6                | 5                | 15,5             | 36,7             | 25,0             | 75,0             | 4,0              | 1,0              | 0,7              | 0,0              | 4,3              | Не участвовал  | Не участвовал  | Не участвовал  | Не участвовал  | Не участвовал  | Не участвовал  | Не участвовал  | Не участвовал  | Не участвовал  | Не участвовал  | Не участвовал  |
| 2005/06                                                                                  | Филадельфия  | 50               | 0                | 10,7             | 53,6             | 18,2             | 67,4             | 1,9              | 0,4              | 0,3              | 0,1              | 3,0              | Не участвовал  | Не участвовал  | Не участвовал  | Не участвовал  | Не участвовал  | Не участвовал  | Не участвовал  | Не участвовал  | Не участвовал  | Не участвовал  | Не участвовал  |
| 2006/07                                                                                  | Голден Стэйт | 76               | 23               | 23,9             | 43,8             | 36,6             | 73,2             | 4,6              | 2,1              | 1,0              | 0,5              | 9,8              | 11             | 3              | 30,0           | 45,0           | 42,2           | 72,2           | 5,7            | 2,4            | 1,5            | 0,4            | 11,1           |
| 2007/08                                                                                  | Голден Стэйт | 73               | 18               | 19,4             | 42,3             | 29,3             | 74,7             | 4,4              | 1,9              | 0,7              | 0,5              | 6,7              | Не участвовал  | Не участвовал  | Не участвовал  | Не участвовал  | Не участвовал  | Не участвовал  | Не участвовал  | Не участвовал  | Не участвовал  | Не участвовал  | Не участвовал  |
| 2008/09                                                                                  | Финикс       | 77               | 40               | 27,0             | 42,3             | 34,3             | 74,3             | 5,5              | 2,8              | 0,7              | 0,3              | 10,2             | Не участвовал  | Не участвовал  | Не участвовал  | Не участвовал  | Не участвовал  | Не участвовал  | Не участвовал  | Не участвовал  | Не участвовал  | Не участвовал  | Не участвовал  |
| 2009/10                                                                                  | Орландо      | 81               | 58               | 25,9             | 48,7             | 31,9             | 74,0             | 5,5              | 1,7              | 0,7              | 0,4              | 8,8              | 14             | 14             | 23,3           | 40,0           | 37,5           | 85,0           | 4,7            | 1,4            | 0,7            | 0,2            | 6,4            |
| 2010/11                                                                                  | Лейкерс      | 53               | 0                | 19,2             | 47,0             | 31,8             | 77,9             | 4,3              | 1,3              | 0,7              | 0,4              | 6,7              | 10             | 0              | 13,1           | 39,5           | 16,7           | 57,1           | 2,8            | 0,5            | 0,7            | 0,2            | 3,6            |
| 2011/12                                                                                  | Лейкерс      | 63               | 16               | 22,9             | 45,2             | 33,3             | 74,2             | 5,5              | 2,0              | 0,6              | 0,8              | 7,8              | 11             | 0              | 16,9           | 27,1           | 16,1           | 50,0           | 3,3            | 1,5            | 0,9            | 0,5            | 3,5            |
| 2012/13                                                                                  | Клипперс     | 80               | 4                | 25,7             | 46,2             | 34,2             | 74,4             | 4,6              | 1,5              | 1,0              | 0,8              | 10,3             | 6              | 0              | 26,9           | 54,5           | 41,2           | 84,2           | 5,0            | 0,5            | 0,7            | 0,3            | 11,8           |
| 2013/14                                                                                  | Клипперс     | 63               | 40               | 27,5             | 43,8             | 34,3             | 73,3             | 4,6              | 2,0              | 0,9              | 0,4              | 9,9              | 13             | 13             | 31,1           | 42,1           | 31,7           | 68,4           | 4,5            | 1,8            | 0,9            | 0,2            | 9,4            |
| 2014/15                                                                                  | Клипперс     | 76               | 74               | 29,9             | 44,4             | 36,2             | 77,9             | 4,0              | 1,5              | 0,9              | 0,7              | 10,1             | 14             | 14             | 29,2           | 38,0           | 26,7           | 75,0           | 5,1            | 1,6            | 1,4            | 0,7            | 7,6            |
| 2015/16                                                                                  | Мемфис       | 76               | 45               | 28,8             | 38,1             | 32,2             | 80,4             | 5,5              | 2,1              | 1,0              | 0,8              | 10,0             | 4              | 4              | 34,8           | 34,8           | 16,7           | 80,0           | 7,3            | 2,8            | 1,0            | 0,3            | 10,8           |
| 2016/17                                                                                  | Сакраменто   | 54               | 13               | 25,3             | 38,4             | 32,7             | 75,8             | 5,4              | 2,8              | 0,7              | 0,3              | 7,6              | Не участвовал  | Не участвовал  | Не участвовал  | Не участвовал  | Не участвовал  | Не участвовал  | Не участвовал  | Не участвовал  | Не участвовал  | Не участвовал  | Не участвовал  |
| 2016/17                                                                                  | Голден Стэйт | 20               | 5                | 20,5             | 42,2             | 34,6             | 87,0             | 4,6              | 2,3              | 0,6              | 0,5              | 5,7              | 12             | 0              | 5,1            | 26,7           | 12,5           | -              | 0,8            | 0,6            | 0,2            | 0,0            | 0,8            |
|                                                                                          | Всего        | 929              | 359              | 23,6             | 43,6             | 33,5             | 74,5             | 4,6              | 1,8              | 0,8              | 0,5              | 8,2              | 95             | 48             | 22,6           | 39,9           | 29,7           | 75,2           | 4,1            | 1,4            | 0,9            | 0,3            | 6,7            |
| Наведите курсор мыши на аббревиатуры в заголовке таблицы, чтобы прочесть их расшифровку. |              |                  |                  |                  |                  |                  |                  |                  |                  |                  |                  |                  |                |                |                |                |                |                |                |                |                |                |                |